# Баїя-Бланка
Баїя́-Бла́нка (ісп. Bahía Blanca — біла бухта) — місто на сході Аргентини у провінції Буенос-Айрес. Порт на каналі, що сполучається із затокою Баїя-Бланка Атлантичного океану. Населення 299 101 особа (перепис 2010 р.) Адміністративний центр округу Баїя-Бланка.
Залізничний вузол і торговий центр району Пампи. У економіці переважають м'ясо-молочна, борошномельна, шкіряна, нафтоперегінна промисловість, вивіз зерна, шкір, вовни, м'яса.

## Історія
Баїя-Бланка була заснована полковником Рамоном Бернабе Естомбою 11 квітня 1828 як фортеця для захисту від нападів індіанців та бразильського флоту, який висадився тут 1827 року.
1833 року у рамках своєї навколосвітньої подорожі місто відвідав Чарльз Дарвін.
Місто стало важливим економічним центром після проведення до нього Південної залізниці 1884 року та залізниці Росаріо 1922 року, які поєднали Баїя-Бланка з містами Буенос-Айрес, Росаріо та рештою Аргентини.
Наприкінці XIX ст. місто переживало бум економічного та демографічного зростання, через що навіть пропонувалося зробити його столицею провінції Буенос-Айрес.

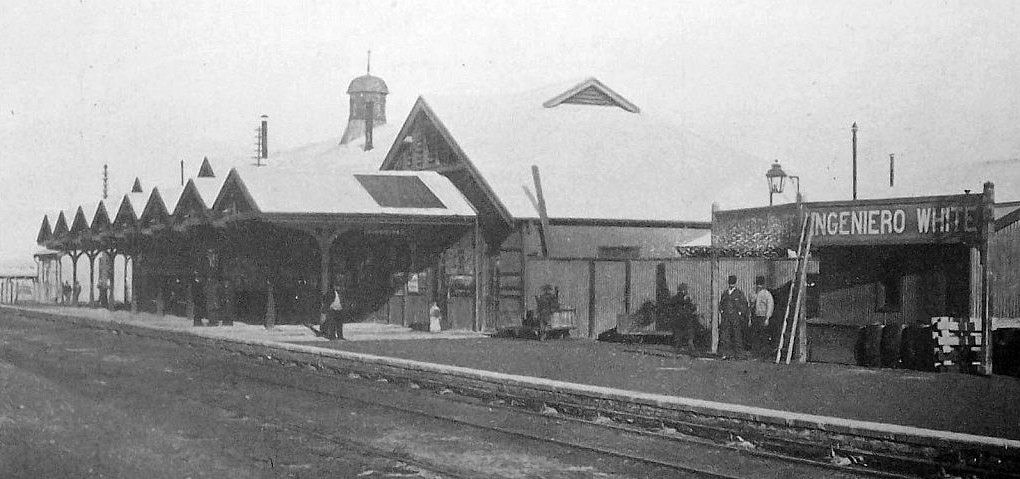
Залізнична станція Інхеньєро-Вайт (1910)
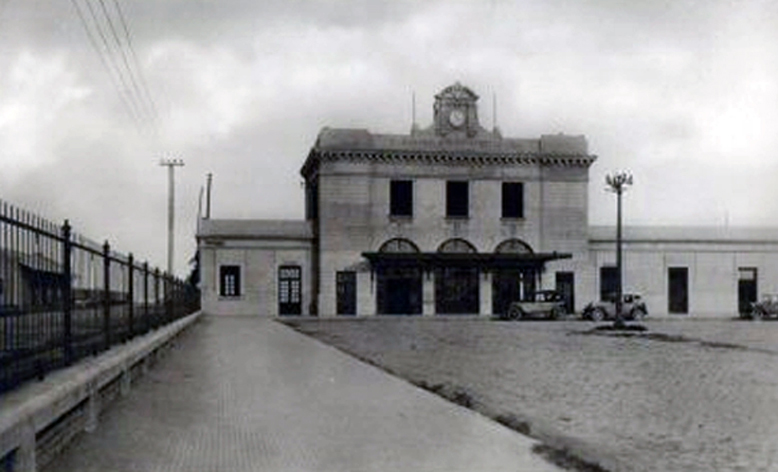
Станція на залізниці Росаріо — Пуерто-Бельграно (1930)
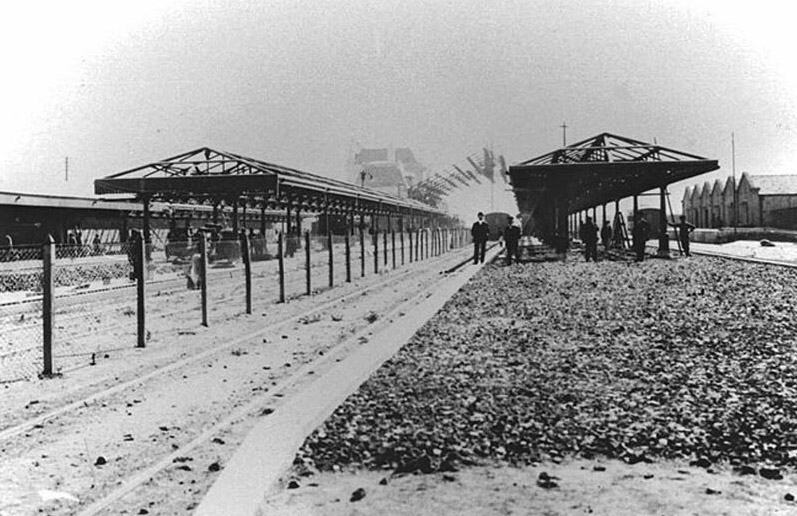
Будівництво у Баїя-Бланка (1910)

У березні 2025 року Баїя-Бланка зазнала руйнівної повені через дощі, коли за 12 годин випало 290 мм опадів, тобто майже половина річної норми. Було підтоплено райони, де мешкають близько 30 тисяч осіб. Внаслідок підтоплень загинули 16 осіб, 2 досі вважаються зниклими безвісти, близько 1500 осбі було евакуйовано. Значних руйнувань зазнали житлові будинки, критична інфраструктура, мости, дороги, порт тощо.

## Економіка

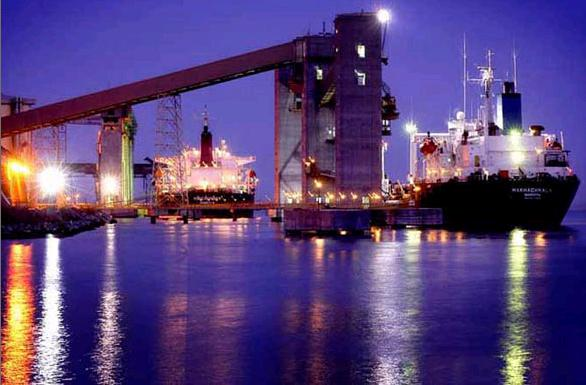
Порт Баїя-Бланка

Баїя-Бланка — важливий економічний центр Аргентини. Через місто проходить значна частина експорту зернових і вовни з півдня провінції Буенос-Айрес та нафти з провінції Неукен. Його морський порт є одним з найважливіших в Аргентині та єдиним у країні, що має природну глибину понад 10 м.
Вздовж бухти Баїя-Бланка знаходяться такі порти:
- Пуерто-Гальван (ісп. Puerto Galván), що спеціалізується на нафті та хімікатах. Тут знаходиться термінал для приймання зрідженого природного газу
- Інхеньєро-Вайт (ісп. Puerto Ingeniero White), що спеціалізується на зернових
- Пуерто-Бельграно (ісп. Puerto Belgrano), за 29 км від міста, є найважливішою базою флоту Аргентини та всієї Південної Америки.

Також Баїя-Бланка є важливим залізничним вузлом Аргентини, третім після Буенос-Айреса та Росаріо.
Баїя-Бланка є найбільшим центром нафтохімії у регіоні, який виробляє 58 % продукції провінції Буенос-Айрес та 45 % продукції Аргентини. Зокрема, тут знаходяться крекінг-установки та установка фракціонування.

## Клімат
Клімат Баїя-Бланка помірний. Річна кількість опадів 600 мм, найвологіші місяці: березень, жовтень, лютий, листопад. Влітку переважають північні та південно-західні вітри, а взимку — південні і південно-східні.
| Клімат Баїя-Бланка (1961—1990) | Клімат Баїя-Бланка (1961—1990) | Клімат Баїя-Бланка (1961—1990) | Клімат Баїя-Бланка (1961—1990) | Клімат Баїя-Бланка (1961—1990) | Клімат Баїя-Бланка (1961—1990) | Клімат Баїя-Бланка (1961—1990) | Клімат Баїя-Бланка (1961—1990) | Клімат Баїя-Бланка (1961—1990) | Клімат Баїя-Бланка (1961—1990) | Клімат Баїя-Бланка (1961—1990) | Клімат Баїя-Бланка (1961—1990) | Клімат Баїя-Бланка (1961—1990) | Клімат Баїя-Бланка (1961—1990) |
| Показник | Січ.                           | Лют.                           | Бер.                           | Квіт.                          | Трав.                          | Черв.                          | Лип.                           | Серп.                          | Вер.                           | Жовт.                          | Лист.                          | Груд.                          | Рік                            |
| Абсолютний максимум, °C | 43,8                           | 40,6                           | 38,8                           | 34,5                           | 32,8                           | 27,8                           | 27,0                           | 32,6                           | 32,1                           | 34,9                           | 38,4                           | 42,2                           | 43,8                           |
| Середній максимум, °C | 30,6                           | 29,5                           | 25,9                           | 21,6                           | 17,5                           | 13,8                           | 13,7                           | 15,9                           | 18,4                           | 21,3                           | 25,6                           | 28,9                           | 21,9                           |
| Середня температура, °C | 23,0                           | 21,9                           | 18,7                           | 14,6                           | 11,0                           | 7,9                            | 7,6                            | 9,1                            | 11,4                           | 14,4                           | 18,4                           | 21,4                           | 14,9                           |
| Середній мінімум, °C | 15,7                           | 14,9                           | 12,6                           | 8,9                            | 5,9                            | 3,2                            | 3,0                            | 3,6                            | 5,3                            | 7,9                            | 11,2                           | 14,2                           | 8,9                            |
| Абсолютний мінімум, °C | 2,4                            | 2,4                            | −1,5                           | −3,4                           | −6,4                           | −9,8                           | −11,8                          | −7,9                           | −7,3                           | −4,5                           | −1,5                           | 0,5                            | −11,8                          |
| Середня кількість сонячних годин на місяць                                                                                                   | 300,7                          | 254,3                          | 195,3                          | 192,0                          | 127,1                          | 111,0                          | 111,6                          | 145,7                          | 156,0                          | 201,4                          | 249,0                          | 266,6                          | 2310,7                         |
| Норма опадів, мм | 61.8                           | 67.1                           | 89.6                           | 62.9                           | 32.7                           | 25.5                           | 29.6                           | 27.9                           | 45.3                           | 70.4                           | 61.8                           | 70.8                           | 645.4                          |
| Днів з опадами | 7                              | 6                              | 7                              | 6                              | 6                              | 5                              | 6                              | 5                              | 6                              | 9                              | 8                              | 8                              | 79                             |
| Вологість повітря, % | 52                             | 56                             | 65                             | 70                             | 73                             | 74                             | 74                             | 67                             | 64                             | 65                             | 58                             | 53                             | 64                             |
| --- | ------------------------------ | ------------------------------ | ------------------------------ | ------------------------------ | ------------------------------ | ------------------------------ | ------------------------------ | ------------------------------ | ------------------------------ | ------------------------------ | ------------------------------ | ------------------------------ | ------------------------------ |
| Джерело: NOAA, Oficina de Riesgo Agropecuario (record highs and lows), Servicio Meteorológico Nacional (precipitation days), UNLP (sun only) |                                |                                |                                |                                |                                |                                |                                |                                |                                |                                |                                |                                |                                |

## Освіта

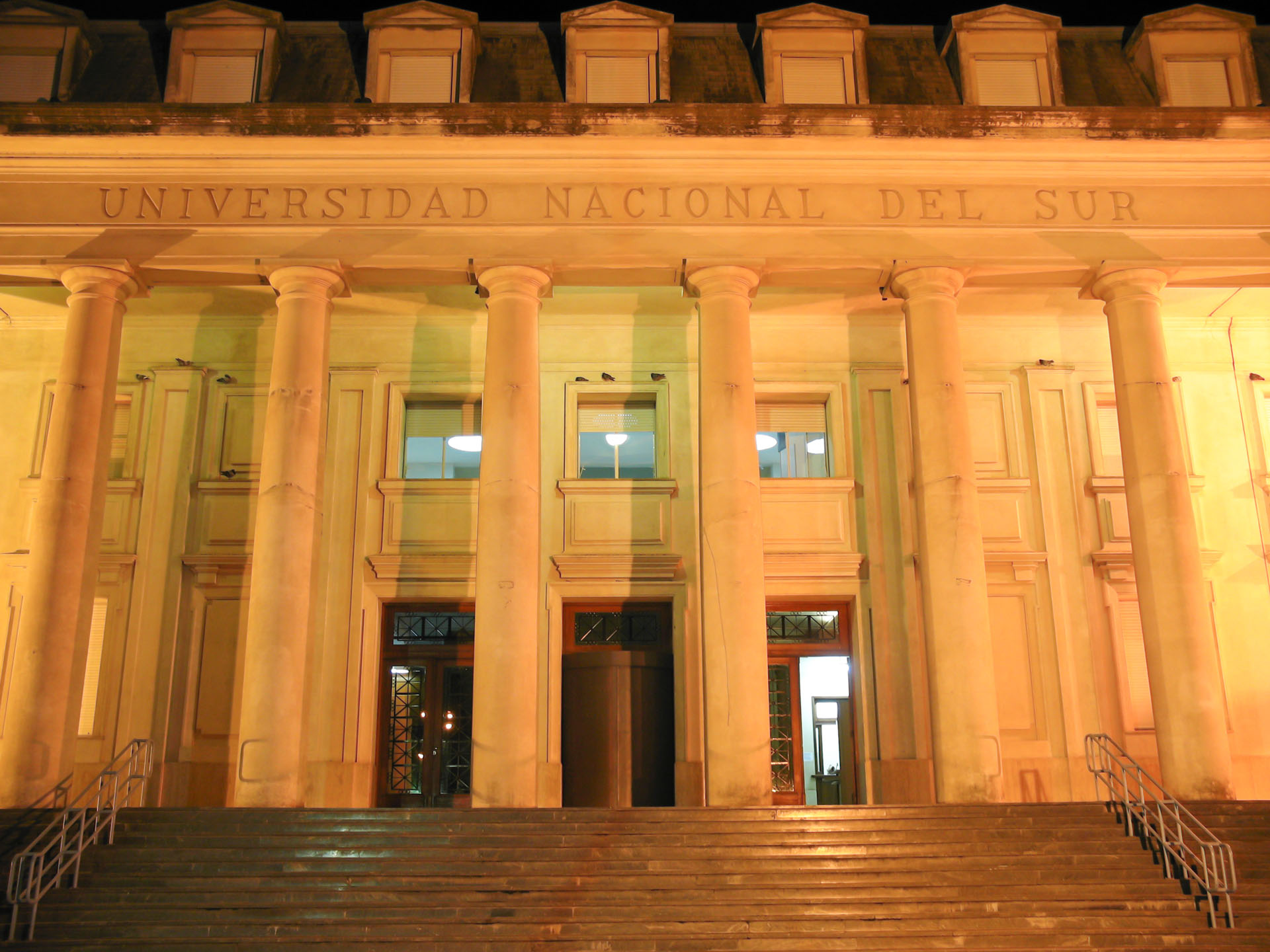
Національний Південний Університет

Баїя-Бланка має велику кількість державних та приватних навчальних закладів.
| Вид                                   | Кількість закладів | Кількість учнів |
| ------------------------------------- | ------------------ | --------------- |
| Дошкільна освіта                      | 72                 | 10 325          |
| Початкові школи                       | 85                 | 34 465          |
| Середні школи                         | 36                 | 22 539          |
| Середньо-спеціальні навчальні заклади | 16                 | 2 067           |
| Університети                          | 2                  | 14 504          |

У місті є два державних університети:
- Національний університет Півдня (ісп. Universidad Nacional del Sur), заснований 5 січня 1956 року. На 2009 рік в університеті навчалося 23 тисячі студентів на 18 відділеннях[11].
- Національний технологічний університет (ісп. Universidad Tecnológica Nacional), регіональне відділення. Має 5 інженерних спеціальностей[12].

## Культура
У місті є декілька музеїв, зокрема:
- Портовий Музей (ісп. Museo del Puerto),
- Історичний музей (ісп. Museo de Historia),
- Музей образотворчого мистецтва (ісп. Museo de Bellas Artes)
- Музей сучасного мистецтва (ісп. Museo de Arte Contemporáneo).

Також художні виставки проходять у Бібліотеці Рівадавія, Торговій палаті, Будинку Культури і Французькому Альянсі. У місті є дві спілки художників: Асоціація художників Баїя-Бланка (ісп. Asociación Bahiense de Artistas Plásticos) і Південна Асоціація Художників (ісп. Asociación de Artistas del Sur).
У місті Баїя-Бланка налічується 113 парків і скверів, зокрема 3 великі міські парки.

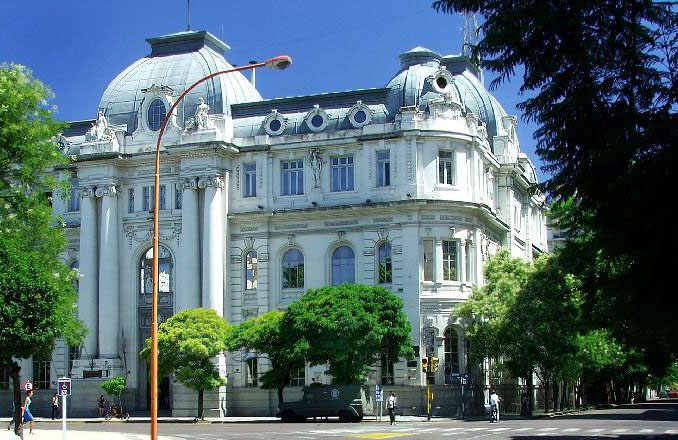
Банк
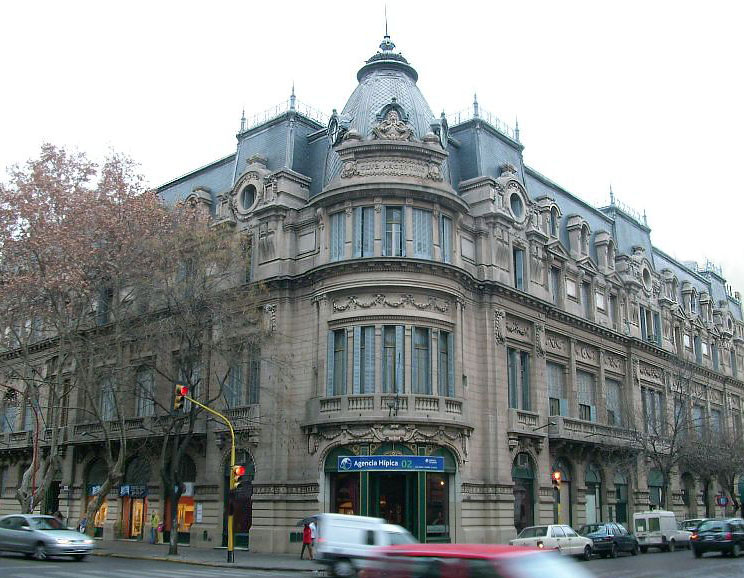
Аргентинський клуб
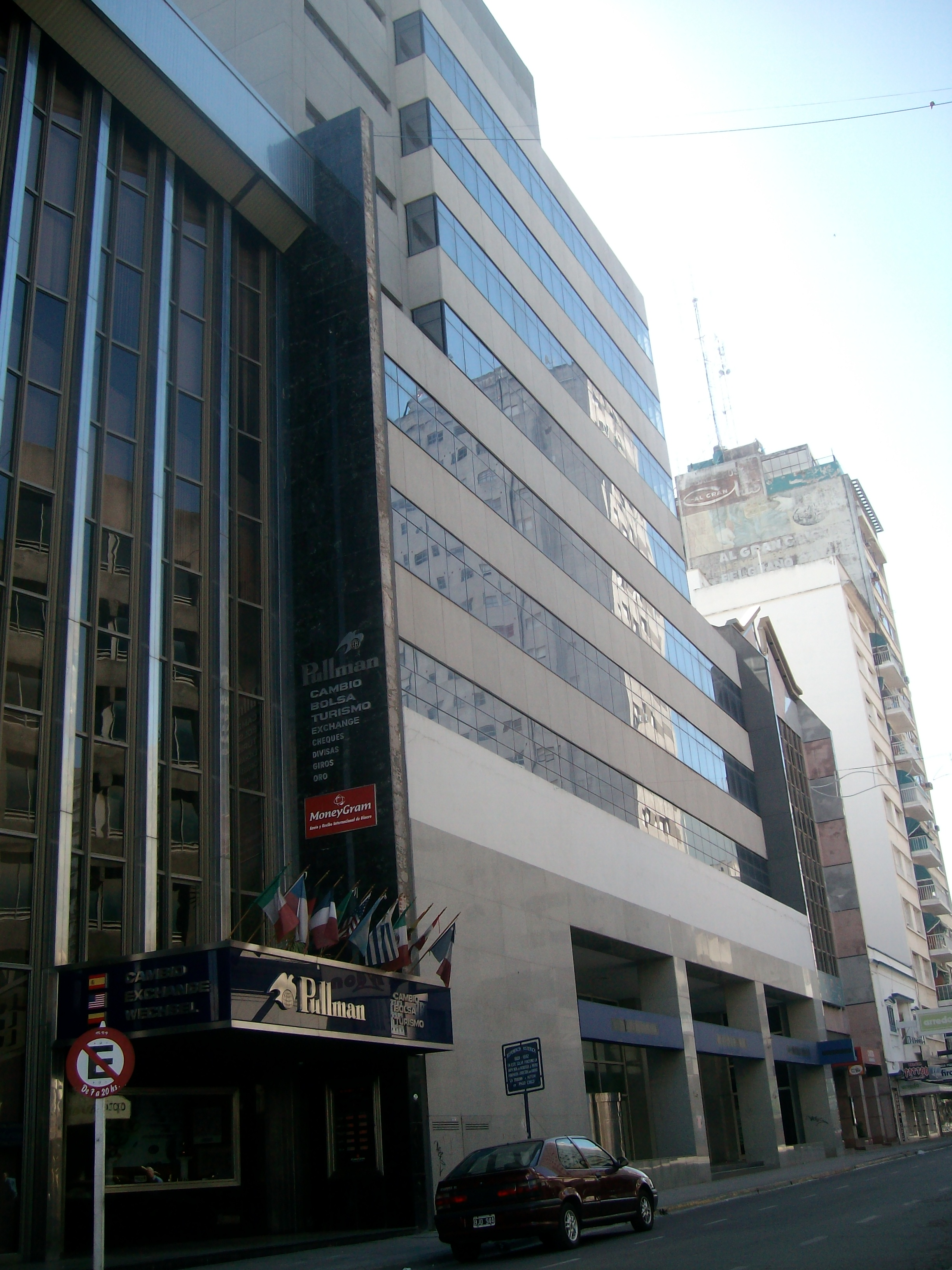
Центр міста
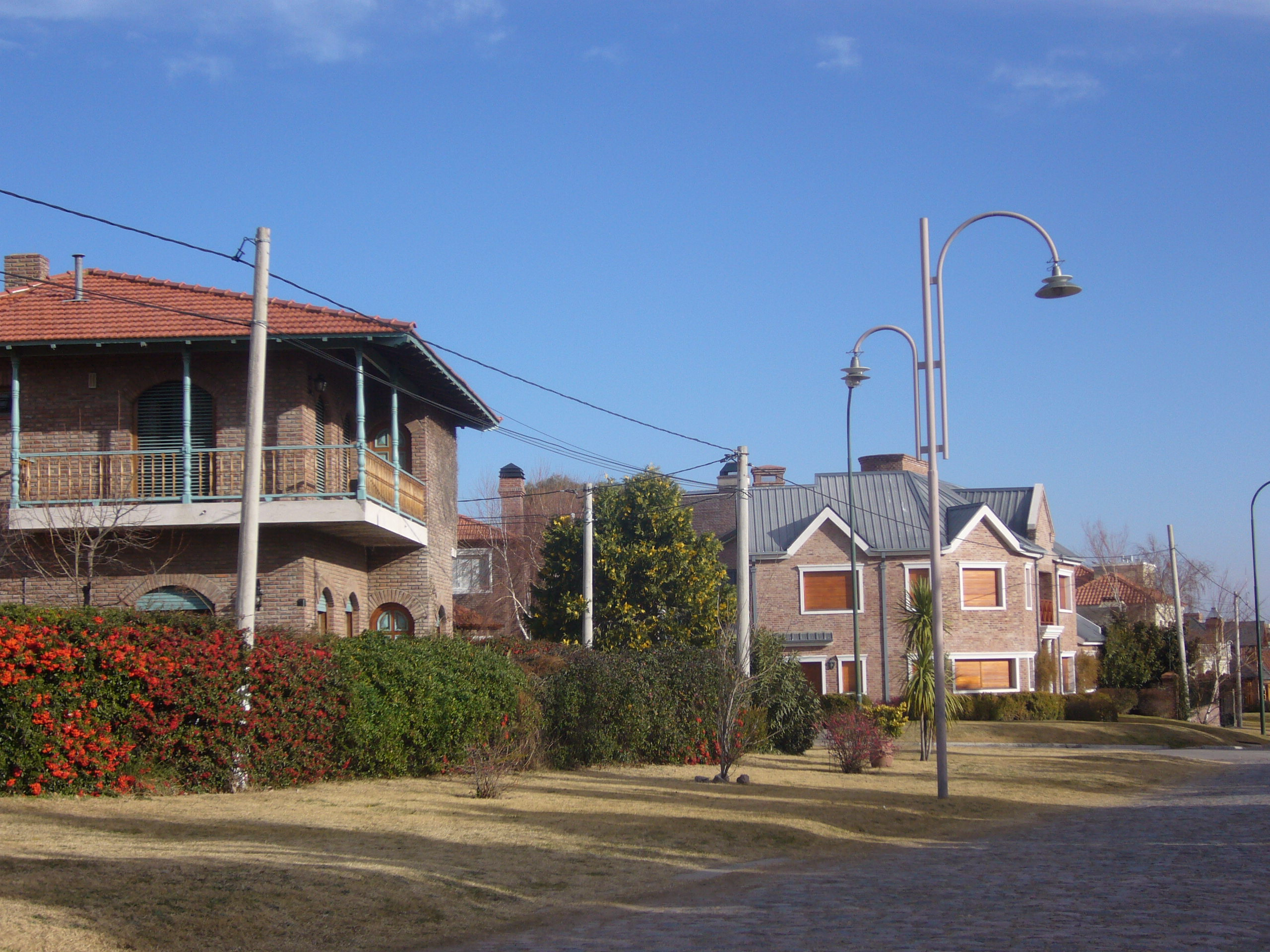
Район Паліуе
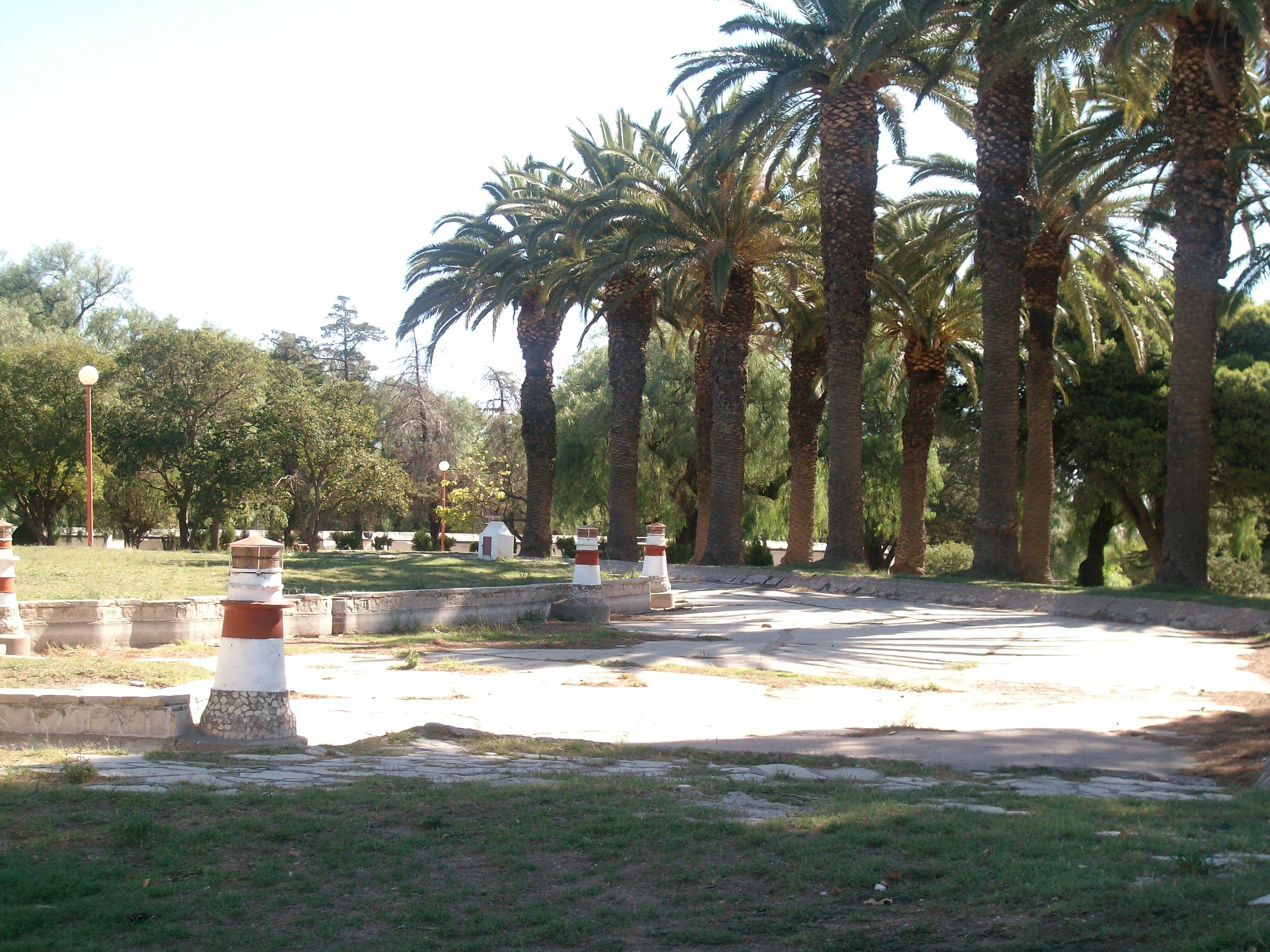
Парк Незалежності
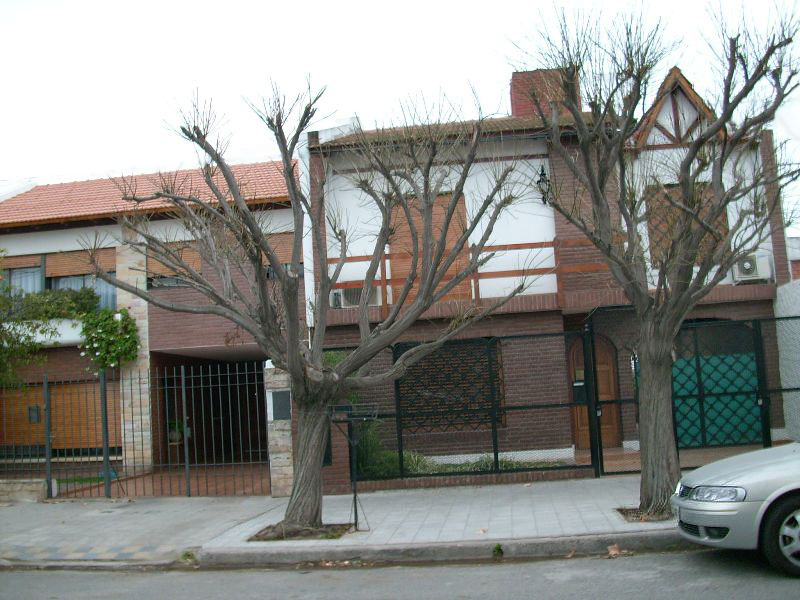
Житлові будинки
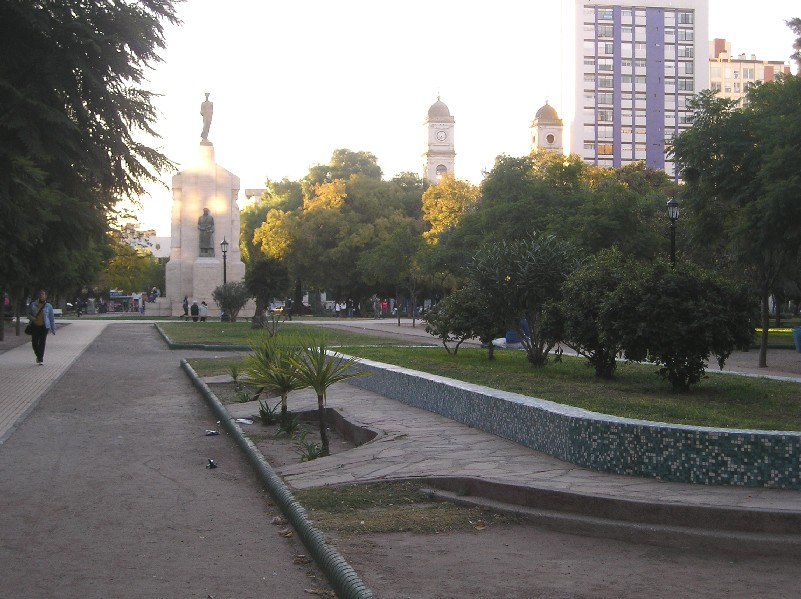
Площа Рівадавії
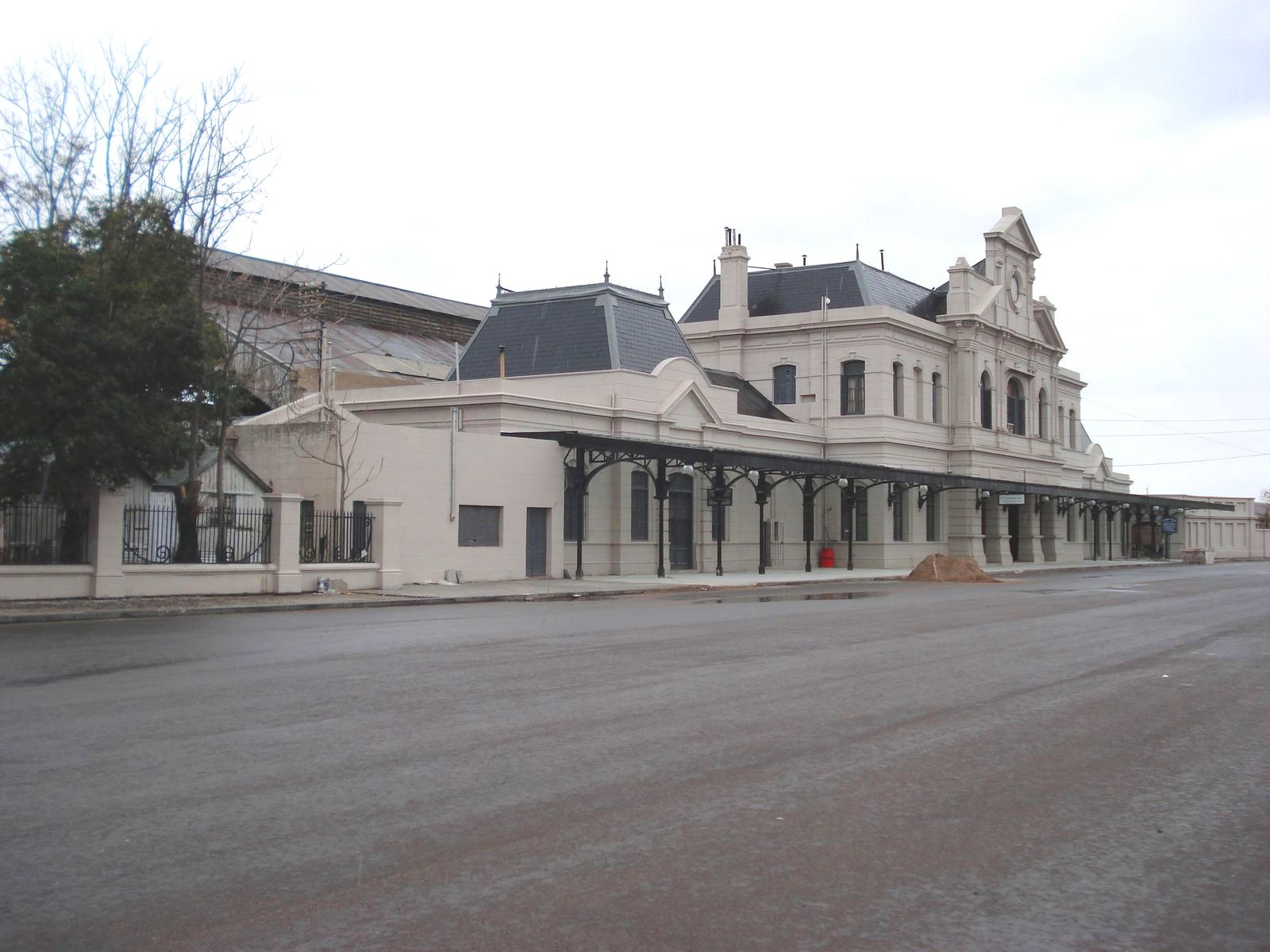
Залізничний вокзал

## Український акцент
У муніціпальному театрі міста 18-19 та 22.08.1923 р. тут відбулися концерти української капели О. Кошиця (Української республіканської капели УНР, висланої С. Петлюрою), що подорожувала Америкою вже як комерційний проект Макса Рабінова.

## Міста-побратими
- США, Джексонвілл
- Італія, Фермо
- Іспанія, Реус
- Греція, Хіос
- Перу, Пьюра
- КНР, Далянь
- Куба, Сьєнфуегос
- Ізраїль, Ашдод
- Чилі, Талькауано
- Італія, Лачедонія
- Німеччина, Фрайбург